# Paul Buffet
Pour les articles homonymes, voir Buffet.
Paul Buffet, né le 27 avril 1864 à Paris, où il est mort le 9 décembre 1941, est un peintre, un illustrateur et un prêtre catholique français.
Son frère cadet est le peintre Amédée Buffet (1869-1933).

## Biographie
Paul Buffet est l'élève de Gustave Boulanger et de Jules Lefebvre à l'École des beaux-arts de Paris. Peintre orientaliste, peintre d'histoire et de paysage, il expose pour la première fois au Salon des artistes français de 1886. En 1892, alors qu'il expose à la galerie Durand-Ruel à Paris, il adhère à la Société des peintres orientalistes que vient de fonder Léonce Bénédite (1856-1925).
Médaille de 2e classe au Salon de 1893, année où il est placé en hors-concours, il expose Le Défilé de la hache au Salon de 1894, tableau inspiré du roman Salammbô de Gustave Flaubert. Cette œuvre lui vaudra une récompense sous la forme d'une bourse de voyage qu'il effectuera en Abyssinie, où il sera reçu à la cour du Negusse Negest d'Éthiopie, Menelik II.
Lauréat du prix national en 1896, il reçoit une médaille d'argent lors de l'Exposition universelle de 1900. 
En 1900, il participe à la décoration des salles du restaurant Le Train bleu de la gare de Lyon à Paris.
Il participe à l'Exposition coloniale de Marseille en 1906.
En 1907, Paul Buffet participe avec cinq autres peintres à la décoration de l'hôtel de ville de Neuilly-sur-Seine en illustrant des métiers urbains.
En 1909, il effectue un second voyage en Algérie. Buffet devient sociétaire de la Société des artistes français.
Pour la cathédrale Sainte-Geneviève-et-Saint-Maurice de Nanterre, il réalise un vitrail et La Vie de la Vierge située dans l'arc en plein cintre du mur sud du transept.
En 1916, Paul Buffet se destine à la prêtrise. Il devient l'aumônier de l'Union des catholiques des beaux-arts et de la Société de Saint-Jean. En 1940, il  assiste Édouard Branly (1844-1940) dans ses derniers moments.
Alité à faire ses Pâques à son domicile[réf. nécessaire], il meurt quelques jours plus tard en 1941.

## Distinctions
- Chevalier de la Légion d'honneur (décret du 30 juillet 1935).

## Collections publiques
Espagne

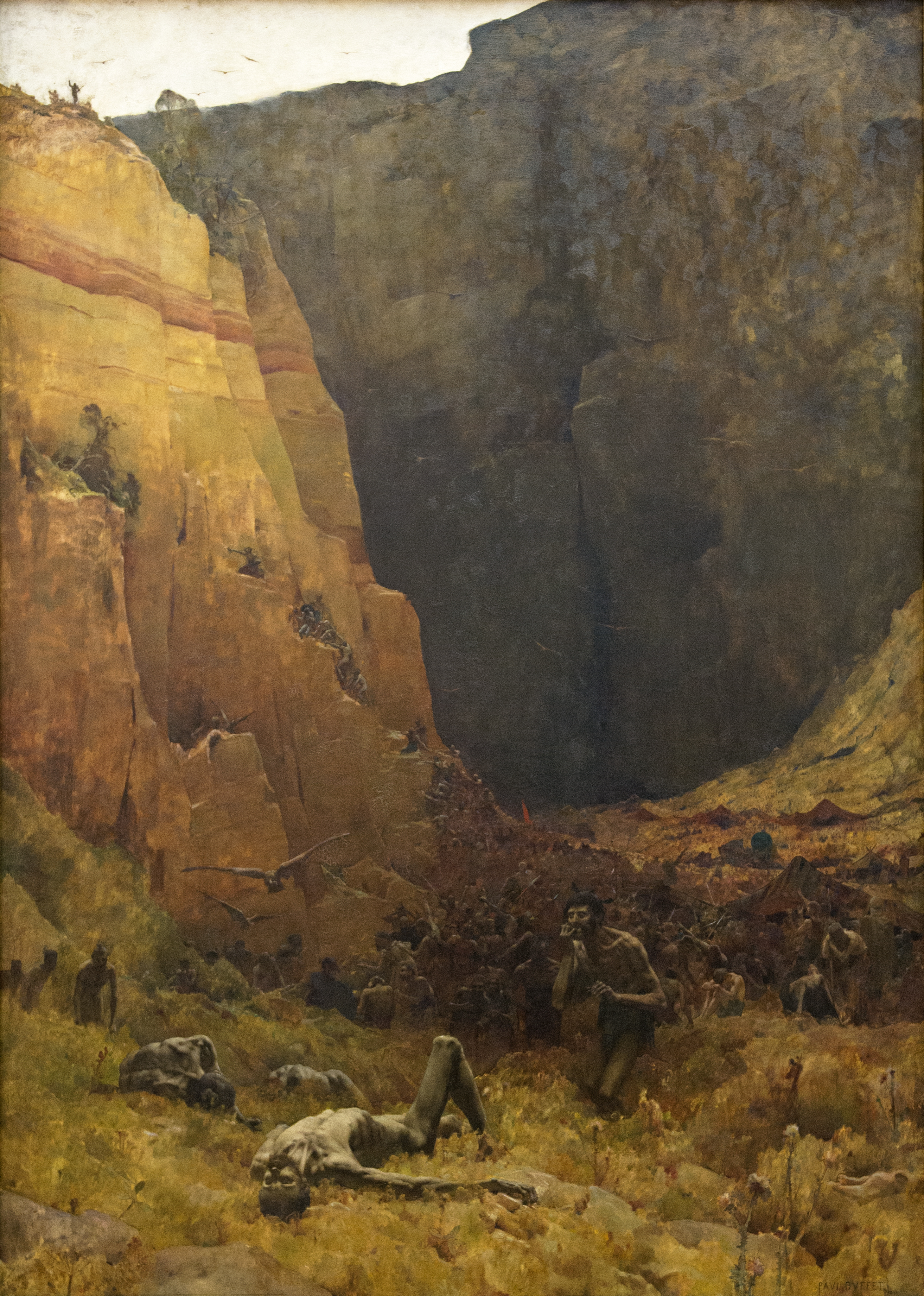
Le Défilé de la Hache, musée des Beaux-Arts de Nantes.

- Saragosse, chartreuse d'Aula Dei : peintures, 1903, en collaboration avec Amédée Buffet.

France
- Le Puy-en-Velay, musée Crozatier : Coucher de soleil dans la Creuse, 1903, huile sur toile,
- Nanterre, cathédrale Sainte-Geneviève-et-Saint-Maurice : Vie de la Vierge, 1930, scènes de la vie de la Vierge, baie de sept verrières figurées.
- Nantes, musée des Beaux-Arts : Le défilé de la Hache (Salammbô), Salon de 1894, huile sur toile, 400 × 280 cm[8]
- Neuilly-sur-Seine, hôtel de ville : L'Horticulture, 1908.
- Paris :
  - Bibliothèque nationale de France : recueil de pièces[C'est-à-dire ?].
  - Musée d'Orsay Le Négus Ménélik à la bataille d'Adoua, 1898, huile sur toile.
  - gare de Lyon, restaurant Le Train bleu, salle dorée : Sousse, 1900, huile sur toile marouflée.
- Troyes, musée des Beaux-Arts :
  - Le Jour, 1889, huile sur toile ;
  - La Nuit, 1889, huile sur toile.
- Ville-d'Avray, église : décorations en collaboration avec Amédée Buffet.

- Localisation inconnue : La Tentation du Christ, Salon de 1893, huile sur toile, acquis par l'État[9].

## Illustrations
- Négus Ménélik à la bataille d'Adoua, illustration de la couverture du Petit Journal, no 406, 28 août 1898.
- Hugues Le Roux, Ménélik et Nous. Récit de voyage et chasse, été 1900, couverture illustrée par Paul Buffet, Paris, Nilsson, Per Lamm, 1901, 446 p.
- Chez le Lion de Juda, collectif d'éditeurs, non daté.

## Expositions
- Exposition universelle de 1889 à Paris.
- Galerie Durand-Ruel en 1890, 1891 et 1892.
- Exposition universelle de 1900 à Paris.
- Exposition coloniale de Marseille en 1906.

## Salons
- Salon des artistes français de 1890.
- Salon de 1893 : La Tentation du Christ.
- Salon des artistes français de 1898 : Le Négus Ménélik à la bataille d'Adoua.
- Salon de 1899.
- Salon de la Société des peintres orientalistes français de 1906, 1922 et 1931.
- Médaille d'or au Salon de 1937.

## Publications
- Bibliographie. Discours et opuscules divers de Mr Louis Buffet, Paris, P. Renouard, non daté.
- Jean-Pierre Laurens chef d'atelier à l'École des beaux-arts, membre de l'Institut, allocution prononcée sur sa tombe le 27 avril 1932, non daté.
- « Le Maître », L'Art Sacré, 3 septembre 1935.
- « Notre-Dame du Calvaire de Châtillon », La Semaine religieuse de Paris, 28 août 1937, au sujet de Paul Flandrin et Jean-Pierre Laurens.